# John de Vere, XII conde de Oxford
John de Vere, XII Conde de Oxford (23 de abril de 1408 – 26 de febrero de 1462) era hijo de Richard de Vere, XI conde de Oxford (1385?–15 de febrero de 1417), y su segunda esposa, Alice Sergeaux (1386–1452). Firme lancastriano al final de su vida, fue condenado por alta traición y decapitado en Tower Hill el 26 de febrero de 1462.

## Biografía
John de Vere, XII conde de Oxford, nació el 23 de abril de 1408 en Hedingham Castle, y era el primogénito de Richard de Vere, XI conde de Oxford, y su segunda mujer, Alice, viuda de Guy St Aubyn, e hija de Sir Richard Sergeaux de Colquite, Cornwall.
El XII conde heredó su título como menor a la muerte de su padre el 15 de febrero de 1417. La custodia de su persona y propiedades fue concedida primero al duque de Exeter hasta su muerte en 1426, y más tarde al duque de Bedford. En 1425, siendo aún menor de edad, Oxford se casó con Elizabeth Howard (c. 1410–1473/4), hija de Sir John Howard, Lord Plaiz (c. 1385/6–1409), tío de John Howard, duque de Norfolk. Tras la muerte de su abuelo, Sir John Howard de Wiggenhall (c. 1366– 17 de noviembre de 1436), Elizabeth heredó tierras en Norfolk, Suffolk, Essex y Cambridgeshire. A pesar de que Oxford reclamó el matrimonio había sido contraído por consejo de Exeter, no contaba con autorización real, y Oxford fue multado con £2000. Según Castor, Oxford tuvo problemas para pagar esta gran suma, ya que 'el condado de Oxford estaba entre los más pobres de entre todos los títulos condales', con Oxford afirmando en 1437 que sus tierras rentaban sólo £500 anuales.
Oxford fue armado caballero en Leicester el 26 de mayo de 1426, junto con 34 otros incluyendo su hermano, Robert, y el Enrique VI, de cuatro años El 4 de julio de 1429 recibió librea de sus tierras. En 1431 pasó a formar parte del Consejo Privado. Durante las décadas de 1430 y 1440 Oxford se dedicó a la política local en Anglia oriental, recibiendo numerosos cometidos en Essex y sirviendo como juez de paz en Suffolk y Cambridgeshire. En febrero de 1435 fue autorizado a viajar a Tierra Santa, aunque no hay evidencia de que llegara a hacerlo.
En julio de 1436 Oxford reunió a sus seguidores en Sandwich, Kent para una expedición en alivio de los sitiados en Calais por el Duque de Borgoña. El 23 de julio de 1437 fue convocado para asistir al funeral de la Reina Juana en Canterbury. En junio de 1439, junto con el cardenal Enrique Beaufort y otros delegados, fue enviado a negociar la paz con Francia. El 16 de mayo de 1441 partió de Portsmouth hacia Francia junto a Ricardo de York, que había sido nombrado Teniente General y Gobernador de Francia y Normandía. En junio de 1450 Oxford figuraba entre los nobles designados para actuar contra la rebelión de Jack Cade en Kent.
A finales de los años 40, Oxford extendió su influencia política a Norfolk. Actuó regularmente como Juez de paz, y en 1450, después de la caída de Guillermo de la Pole, duque de Suffolk, Oxford, junto con el duque de Norfolk y Sir John Fastolf, desafió a los seguidores de Suffolk en el condado. En la primavera de 1451, sin embargo, los socios de Suffolk se habían reagrupado bajo el liderazgo de Thomas de Scales y la duquesa viuda de Suffolk, y en 1452 seguidores de Suffolk como Sir Thomas Tuddenham y John Heydon habían recuperado sus cargos.
A medida que la división aumentaba en la política interior durante la década de 1450, Oxford no dio su apoyo inmediatamente a ninguno de los dos bandos, pese a que era miembro del Consejo en la época en que el duque de York ejercía como Lord Protector en 1453–54 durante el período de colapso mental de Enrique VI, y el 28 de mayo de 1454, junto con otros 6 pares y su hermano, Sir Robert Vere, asumió el mantenimiento de los mares por tres años. En mayo de 1455 él y el Duque de Norfolk llegaron con un día de retraso a la Batalla de St Albans. No fue hasta 1459 cuando Oxford se unió a Margarita de Anjou contra el Duque de York. En diciembre de ese mismo año y en abril de 1460 fue nombrado para dirigir la comisión de array anti-Yorkista en Essex, y en mayo de 1460 se informó que su hijo mayor Sir Aubrey Vere, que acababa de casarse con Anne, hija de Humphrey Stafford, duque de Buckingham, estaba 'estupendo con la Reina'.

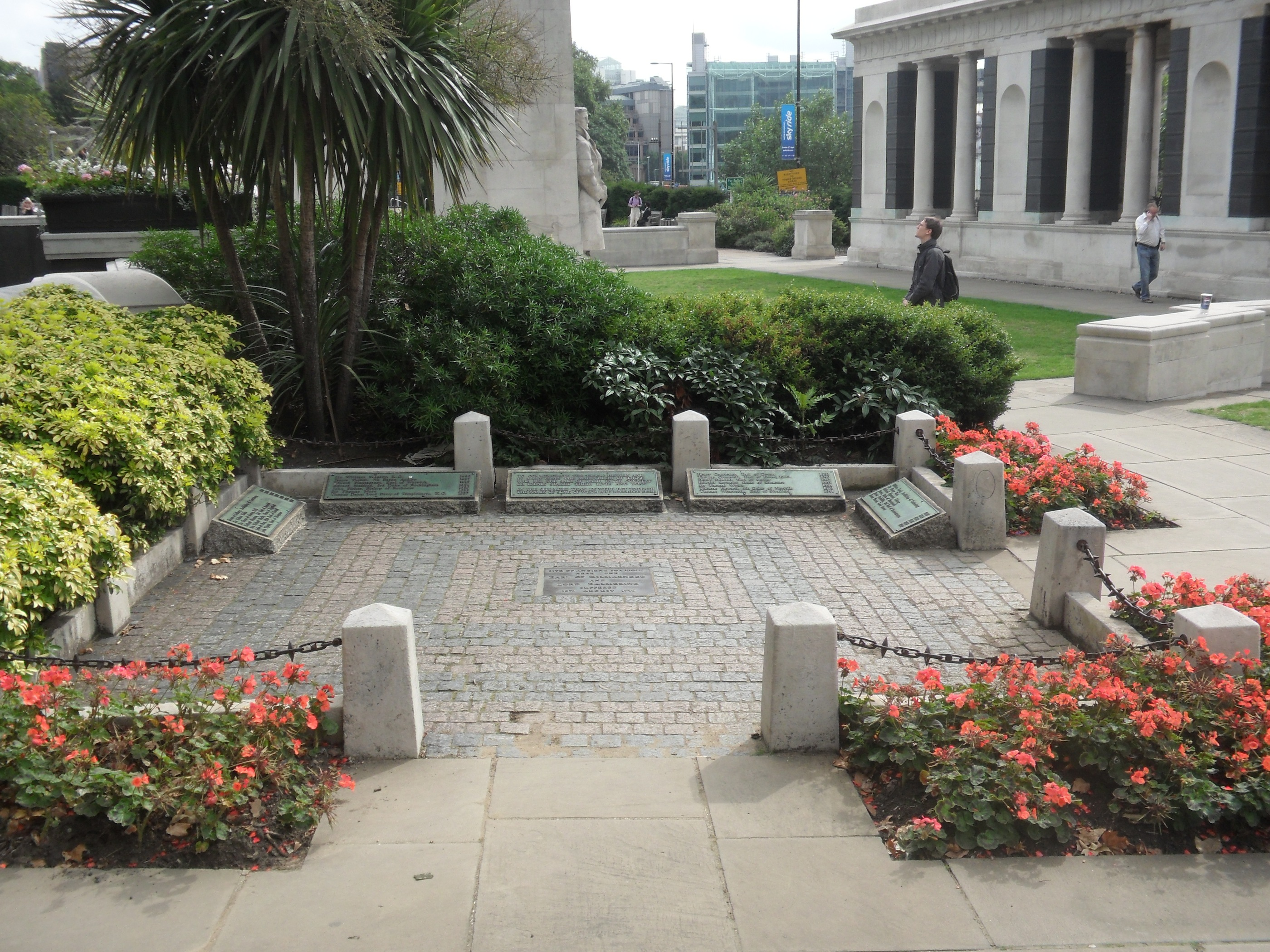
Lugar del patíbulo en Tower Hill

Tras la victoria Yorkista en la Batalla de Northampton en julio de 1460, la salud de Oxford parece haber empeorado. En noviembre de aquel año fue eximido, ‘en consideración de su enfermedades', de comparecer en persona ante el Rey, el Consejo o el Parlamento. Si estaba fingiendo su enfermedad para mantener un perfil bajo ante el nuevo régimen yorkista de Eduardo IV, no tuvo éxito. En febrero de 1462 Oxford fue arrestado, junto con su hijo Aubrey y Sir Thomas Tuddenham, su antiguo rival en Norfolk y ahora un lealista Lancastriano al igual que él, y condenado por alta traición ante el Condestable de Inglaterra, el conde de Worcester. El 26 de febrero de 1462 Oxford fue decapitado en Tower Hill. Fue enterrado en la iglesia de Austin Frailes, en Londres. Su primogénito, Aubrey, había sido ejecutado seis días antes, y Oxford fue sucedido por su segundo hijo, John de Vere, XIII conde de Oxford.

## Matrimonio y descendencia
Oxford se casó, entre el 22 de mayo y el 31 de agosto de 1425, con Elizabeth Howard (c. 1410–1475), hija única y heredera de Sir John Howard, VII Lord Plaiz (c. 1385/6 – c. 1409), y su mujer Joan Walton, hija de John Walton de Wivenhoe, tuvieron cinco hijos y tres hijas:
- Sir Aubrey Vere, esposo de Anne Stafford, hija de Humphrey Stafford, duque de Buckingham
- John de Vere, XIII conde de Oxford (1442–1513),[11] casado con Margaret Neville, hija de Richard y Alice Neville, V condes de Salisbury.
- Sir George Vere, esposo de Margaret Stafford, hija y heredera de Sir William Stafford de Bishop Frome, Herefordshire.[12]
- Sir Richard Vere, casado con Margaret, hija de Sir Henry Percy.[11]
- Sir Thomas Vere.[11]
- Mary Vere, monja en la abadía de Barking.
- Joan (o Jane) Vere, esposa de Sir William Norreys.
- Elizabeth Vere, esposa de William Bourchier.